# Atractus sanctaemartae
Atractus sanctaemartae este o specie de șerpi din genul Atractus, familia Colubridae, descrisă de Dunn 1946. Conform Catalogue of Life specia Atractus sanctaemartae nu are subspecii cunoscute.